# Karjala Cup 1999
Hokejový turnaj byl odehrán od 11. do 14. listopadu 1999 v Espoo a Helsinky.

## Výsledky a tabulka
|    |         | FIN    | RUS   | CZE   | SWE     | V | R | P | Skóre | B |
| 1. | Finsko  | Finsko | 2:1   | 3:2   | 3:2     | 3 | 0 | 0 | 8:5   | 6 |
| 2. | Rusko   | 1:2    | Rusko | 3:1   | 4:3     | 2 | 0 | 1 | 8:6   | 4 |
| 3. | Česko   | 2:3    | 1:3   | Česko | 4:1     | 1 | 0 | 2 | 7:7   | 2 |
| 4. | Švédsko | 2:3    | 3:4   | 1:4   | Švédsko | 0 | 0 | 3 | 6:11  | 0 |

 Rusko -  Švédsko 4:3 (1:1, 3:2, 0:0)
11. listopadu 1999 - Espoo
- Branky  Rusko: 18. Charitonov, 26. Filimonov, 29. Charitonov, 32. Kuvaldin
- Branky  Švédsko: 4. Wernblom, 34. Matsson, 38. Wernblom.
- Rozhodčí: ???
- Vyloučení: 4:3 (1:1)

Rusko: Podomackij - Markov, Chavanov, Krasotkin, Těrtišnyj, Šargorodskij, Filimonov, Ždan, Bykov, Charitonov - Prokopjev - Kubaldin, Gusmanov - Bec - Karpov, Afinogenov - Dačuk - Sušinskij, Dobriškij - Archipov – Vlasenkov.
Švédsko: Eriksson - T. Johansson, Nord, Artursson, M. Johansson, Gustaffson, Franzén, Wallin, Eklund, Tjärnkvist - Falk - Lindquist, Hellkvist - Kyrö - Molin, Huselius - Johnsson - Wernblom, Nordström - Pählsson – Mattsson.

 Česko -  Finsko 2:3 (0:1, 1:2, 1:0)
11. listopadu 1999 - Espoo
- Branky  Česko: 40. Petr Čajánek, 58. Jiří Dopita
- Branky  Finsko: 20. Lenterä, 26. Tarvainen, 29. Kakko.
- Rozhodčí: Radbjer (SWE) – Favorin, Tarko (FIN)
- Vyloučení: 3:3 (1:0, 1:0)
- Diváků: 6 000

Česko: Dušan Salfický – Jiří Vykoukal, František Kučera, Radek Martínek, Martin Štěpánek, Martin Hamrlík, Jan Srdínko, Petr Sýkora, Jiří Hanzlík – Martin Špaňhel, Jiří Dopita, David Výborný – Jan Čaloun, Robert Reichel, Ivo Prorok – Václav Pletka, Petr Čajánek, Luděk Krayzel – Petr Tenkrát, Petr Kořínek, Tomáš Vlasák.
Finsko: Sulander – Nummelin, Kakko, Strömberg, Niemi, Karalahti, Kiprusoff, Koivisto, Järventie – Saarela, Saarikoski, Riihijärvi – Virta, Sihvonen, Lehterä – Tarvainen, Miettinen, Hautamaa – Hentunen, Kapanen, Pärssinen.

 Finsko -  Rusko 2:1 (0:0, 1:0, 1:1)
11. listopadu 1999 - Espoo
- Branky  Finsko: 36. Sihvonen, 51. Riihijärvi
- Branky  Rusko: 60. Bec.
- Rozhodčí: ???
- Vyloučení: 7:7 (1:0)

Finsko: Toskala - Strömberg, Niemi, Nummelin, Kakko, Karalahti, Kiprusoff, Koivisto, Järventie - Saarela, Sihvonen, Lehterä - Virta, Saarikoski, Riihijärvi - Tarvainen, Miettinen, Hautamaa - Hentunen, Kapanen, Pärssinen.
Rusko: Podomackij - Chavanov, Markov, Tertyšnyj, Krasotkin, Filimonov, Šargorodskij, Bykov, Ždan - Kuvaldin, Prokopjev, Charitonov - Karpov, Bec, Gusmanov - Sušinskij, Dacjuk, D. Afinogenov - Vlasenkov, Archipov, Dobryškin.

 Česko -  Švédsko 4:1 (0:1, 1:0, 3:0)
13. listopadu 1999 - Helsinky
- Branky  Česko: 37. Radek Martínek, 46. Jiří Dopita, 52. Martin Špaňhel, 60. Robert Reichel
- Branky  Švédsko: 17. Huselius.
- Rozhodčí: Pakaslahti - Tarko, Peltonen (FIN)
- Vyloučení: 4:7 (1:0)
- Diváků: 2 500

Česko: Zdeněk Orct - Jiří Vykoukal, František Kučera, Radek Martínek, Martin Štěpánek, Martin Hamrlík, Jan Srdínko, Petr Sýkora, Jiří Hanzlík - Martin Špaňhel, Jiří Dopita, David Výborný - Jan Čaloun, Robert Reichel, Ivo Prorok - Václav Pletka, Petr Čajánek, Luděk Krayzel - Tomáš Kucharčík, Petr Kořínek, Tomáš Vlasák
Švédsko: Eriksson - Franzén, Gustafsson, Artursson, M.Johansson, T. Johansson, Wallin - Wernblom, Johnson, Huselius -Molin, Kyrö, Hellkvist - Mattsson, Pahlsson, Nordström - Ekelund,Falk, Tjärnqvist.

 Česko -  Rusko 1:3 (1:0, 0:2, 0:1)
14. listopadu 1999 - Helsinky
- Branky  Česko: 13. Petr Čajánek
- Branky  Rusko: 26. Gusmanov, 40. Sušinskij, 60. Charitonov.
- Rozhodčí: Järvelä – Aarvala, Bruun (FIN)
- Vyloučení: 8:5 (0:1, 0:1) + Jan Čaloun na 10 min.
- Diváků: 4 850

Česko: Dušan Salfický - Jiří Vykoukal, František Kučera, Martin Štěpánek, Martin Hamrlík, Jan Srdínko, Petr Sýkora, Jiří Hanzlík, Martin Špaňhel - Jiří Dopita, David Výborný, Jan Čaloun, Robert Reichel, Ivo Prorok, Petr Tenkrát, Petr Čajánek, Luděk Krayzel, Tomáš Kucharčík, Petr Kořínek, Tomáš Vlasák.
Rusko: Podomatskij - Markov, Chavanov, Krasotkin, Tertyšnyj, Šargorodskij, Filimonov, Ždan, Bykov, Charitonov - Prokopjev - Kuvaldin, Gusmanov - Bec - Karpov, Vlasenko - Dacjuk - Sušinskij, Dobriškij - Chupin – Archipov.

 Finsko -  Švédsko 3:2 (2:1, 1:0, 0:1)
14. listopadu 1999 - Helsinky
- Branky  Finsko: 3. Saarela, 15. Pärssinen, 40. Kakko
- Branky  Švédsko: 14. Wernblom, 46. Ekelund.
- Rozhodčí: Šindler (CZE) - Hirvi, Aberg (FIN)
- Vyloučení: 3:5
- Diváků: 13 500

Finsko: Sulander - Strömberg, Niemi, Nummelin, Kakko,Karalahti, Kiprusoff, Koivisto, Järventie - Saarela, Sihvonen,Lehterä - Virta, Saarikoski, Riihijärvi - Tarvainen, Miettinen,Hautamaa - Hentunen, Kapanen, Pärssinen.
Švédsko: Holmqvist (41. Eriksson) - Franzén, Gustafsson, M.Johansson, T. Johansson, Nord, Wallin, Artursson - Wernblom, Johnson, Huselius - Molin, Kyrö, Hellkvist - Lindquist, Falk, Mattsson (41. Tjärnqvist) - Ekelund, Pahlsson, Nordström.

## All-Star-Team
| Útočník | Magnus Wernblom Švédsko - Jiří Dopita Česko - Alexander Charitonov Rusko |
| Obránce | Jere Karalahti Finsko - František Kučera Česko                           |
| Brankář | Vesa Toskala Finsko                                                      |